# Corps spongieux

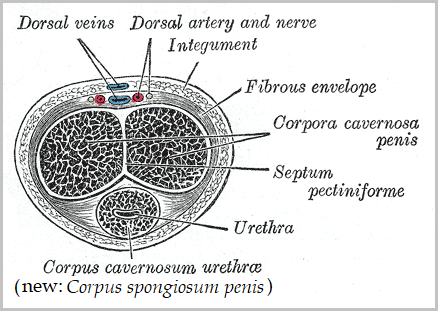
Section transverse du pénis : les 2 corps caverneux au-dessus, et le corps spongieux en dessous.

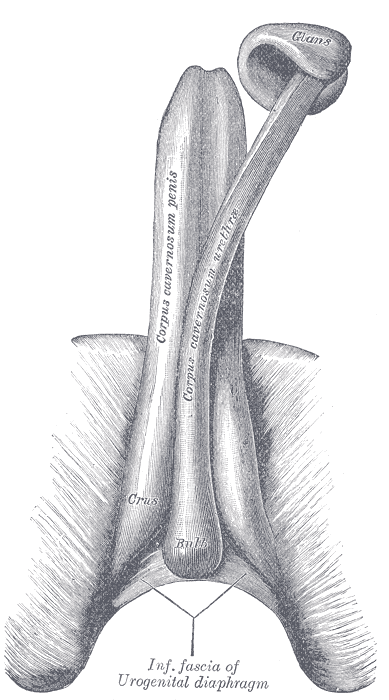
Les corps caverneux en dessous et le corps spongieux au-dessus.

Le corps spongieux (corpus spongiosum penis, autrefois dénommé corpus cavernosum urethrae), est l'organe érectile de la verge et du clitoris. Chez l'homme, il va du plancher périnéal où il est renflé en un bulbe, jusqu'au gland, et traversé d'arrière en avant par l'urètre antérieur. Chez la femme, ils sont sous la forme des bulbes spongieux, situés de part et d'autre de la vulve. 